# Acragant (gravador)
Acragant (grec antic: Ἀκράγας, llatí: Acragas) fou un argenter i gravador de plata conegut per Plini el Vell. No se sap ni on ni quan va néixer, però probablement era originari de Sicília.
Plini diu que juntament amb Boet i Mis eren els tres més importants, només superats per Mèntor, el més gran artista del col·legi, i que a la seva època les obres dels tres es conservaven sobretot a diversos temples de Rodes. Les obres d'Acragant, que tenien fama sobretot per les representacions d'escenes de caça, es trobaven al temple de Baccus. Si el que diu Plini significa que els tres artistes van viure a la mateixa època, llavors Acragant va viure a la darrera part del segle v aC, atès que Mis era contemporani de Fídies.